# پلیس ملی فیلیپین
پلیس ملی فیلیپین نیروی پلیس ملی جمهوری فیلیپین است. این نیرو جزوی از سازمان دولت داخلی و محلی فیلیپین است. پلیس ملی فیلیپین در ژانویه ۲۹، ۱۹۹۱ بنیان‌گذاری شد و تا کنون ۱۴۰٬۰۰۰ کارمند دارد. ستاد ملی این نیرو در کزون سیتی قرار گرفته است.